# Càncer de pell
Els càncers de pell és el creixement sense control de les cèl·lules cutànies anormals, aquestes creixen per diverses causes. Els tres càncers de pell més comuns són, per ordre decreixent de freqüència: el carcinoma basocel·lular, el carcinoma escatós o espinocel·lular i el melanoma, cadascun d'ells porta el nom del tipus de cèl·lula de la pell de la qual sorgeix. Els càncers de pell generalment es desenvolupen a l'epidermis (la capa més externa de la pell), així són tumors clarament visibles i, per tant, detectables en les primeres etapes. Només a una petita minoria dels afectats els causaran la mort, a diferència de molts altres tipus de càncer, inclosos els originaris de la pulmó, pàncrees i estómac. El càncer de pell representa el càncer més comunament diagnosticat, superant als dels pulmons, mames, còlon i pròstata. El melanoma és el menys comú de tots tres, però és el més greu. Els càncers de pell i de teixits tous, a Catalunya, les taxes de mortalitat (x 100.000 hab.; i en % sobre el total de càncers per sexe; estandarditzades segons sexe, 2018) són: 2,95 dones; 6,14 homes; 4,30 total; 2,63% en dones; 2,60% en homes.

## Factors de risc
- Sobreexposició a la radiació ultraviolada, habitualment procedent del sol. Produeix una lesió directa o indirecta al DNA. Aquesta és la causa principal d'aquest tipus de càncer.
- Color de la pell, són més comuns en persones d'ulls i pell clares; degut a la menor protecció a la radiació ultraviolada.
- Predisposició genètica.
- Ferides d'evolució crònica (que no s'acaben de curar), especialment cremades.
- Com tots els càncers, són més comuns en persones d'edat avançada.
- Haver patit estrès reiterat,[3] trauma psíquic[4] o altres esdeveniments desestabilitzadors del sistema immunològic

L'edat és un factor de risc important. El 2012, tan sols l'1,55% de les defuncions per càncer de pell als Estats Units es produïren en persones de menys de 35 anys, mentre que el 65,83% es produïren en individus de 65 anys o més.

## Prevenció de càncer de pell
La millor manera de prevenir el càncer de pell és reduir l'exposició solar:
- No exposar els nadons al sol.
- Evitar l'exposició al sol entre les 10 del matí fins a les 4 de la tarda.
- Utilitzar protecció solar.
- Utilitzar ulleres amb filtre a la radiació ultraviolada.